# NAACP Image Awards
Cena NAACP Image Awards se každoročně předává společností Nation Association for the Advancement of Colored People a oceňuje výkony ve filmu, televizi, hudbě a literatuře. Vítěze volí členové organizace. První cena se předala dne 13. srpna 1967 v hotelu The Beverly Hotel. Na pozici moderátora večera se vystřídali celebrity jako Whitney Houston, Denzel Washington, Mariah Carey, Cedric the Entertainer, Chris Tucker, Cuba Gooding Jr., Halle Berryová, Tyler Perry, Steve Harvey nebo v posledních letech Anthony Anderson.
| Ročník | Za rok | Termín a místo konání                    |
| ------ | ------ | ---------------------------------------- |
| 49.    | 2017   | 15. ledna 2018, Pasadena, Kalifornie     |
| 50.    | 2018   | 30. března 2019, Los Angeles, Kalifornie |
| 51.    | 2019   | 22. března 2020, Pasadena, Kalifornie    |